# Gigantocypris pellucida
Gigantocypris pellucida is een mosselkreeftjessoort uit de familie van de Cypridinidae. De wetenschappelijke naam van de soort is voor het eerst geldig gepubliceerd in 1895 door Müller.